# 傳說對決超級職業聯賽
傳說對決超級職業聯賽（英語：Arena of Valor Premier League，簡稱APL），前身為傳說對決世界盃（AWC）。為傳說對決國際賽事之一，於2020年起開始舉辦。由Garena四大職業賽區的戰隊作為代表，角逐冠軍頭銜。因新冠肺炎疫情，成為2020年替代AWC的國際賽事。然而於2022年，因王者榮耀世界冠軍盃（KIC）取代AWC，因此接棒此賽事，並以保持王者榮耀與傳說對決二款遊戲之獨特性。

## 歷屆相關
| 屆數 | 年份 | 時間                     | 口號                  | 美金（USD） |
| ---- | ---- | ------------------------ | --------------------- | ----------- |
| 1    | 2020 | 2020.06.19 至 2020.07.26 | Fight For Your Region | $350,000    |
| 2    | 2022 | 2022.11.16 至 2022.12.11 | We Have No Limits     | $1,000,000  |
| 3    | 2023 | 2023.06.09 至 2023.07.23 | Echo of Glory         | $500,000    |
| 4    | 2024 | 2024.06.12 至 2024.07.07 | OutPlay               | $500,000    |
| 5    | 2025 | 2025.05.22 至 2025.07.20 | Seize Your Moment     | $500,000    |

## 賽制

### 2020賽制
本屆賽事：4大賽區14支戰隊參加，分為小組賽、淘汰賽。
- 小組賽：分為兩個小組，每組7支隊伍，採BO2雙循環積分制，每組積分最高的前四名將晉級淘汰賽。積分計算方式如下：
  - 若比數為2比0：則勝隊獲得3點積分，敗方無法獲得積分。
  - 若比數為1比1：則兩隊各獲得1點積分。
- 淘汰賽：八強賽、四強賽、總決賽，採「BO7單淘汰制」，勝者晉級，敗者淘汰。

### 2022賽制
本屆賽事：4大賽區12支戰隊參加，分為小組賽、淘汰賽。
- 小組賽：分為四個小組，每組3支隊伍，採BO5雙循環制（全局BP），勝者獲得1分，敗者獲得0分，每組積分前二名晉級淘汰賽。
- 淘汰賽：八強賽、四強賽、總決賽。
  - 採「雙敗淘汰賽制」（全局BP），落敗隊伍將進入敗部組與其他敗方爭取晉級機會。
  - 八強賽第一階段進行「BO5」對戰，後續採「BO7」對戰。

### 2023賽制
本屆賽事：4大賽區19支戰隊參加，分為外卡賽、正賽。
- 外卡賽：由8支戰隊（GCS、RPL、AOG第四及第五名、ASL第三及第四名的隊伍）參加。
  - 以「BO3雙敗淘汰賽制」（全局BP），並以「全勝贏兩場，輸了贏三場」，爭奪三個晉級正賽之小組賽的名額。
- 正賽：由14支戰隊（GCS、RPL和AOG前3名、ASL前2名，外卡賽前3名隊伍）參加，並分為小組賽、淘汰賽。
  - 小組賽：採「BO3單循環賽制」（全局BP），勝者獲得1分，敗者獲得0分，並分成兩組，每組七支隊伍，其中每組前四名晉級淘汰賽。
  - 淘汰賽：八強賽、四強賽、準決暨總決賽。
    - 採「雙敗淘汰賽制」（全局BP），落敗隊伍將進入敗部組與其他敗方爭取晉級機會。
    - 八強賽第一階段進行「BO5」對戰，後續採「BO7」對戰。

### 2024賽制
本屆賽事：4大賽區16支戰隊參加，分為瑞士制循環賽、淘汰賽。
- 抽籤方式：
  - 瑞士制循環賽：
    - 初始抽籤（第一輪）：16支球隊分為2組，第一檔（包含GCS、RPL、AOG赛區的前2名和ASL第1名隊伍）、第二檔（包含GCS、RPL、AOG赛區的第3至第5名隊伍），且來自第一檔的隊伍將不會在第一輪中相遇。
    - 後續抽籤（第二輪至第五輪）：每輪瑞士制循環賽的最後一場賽事結束後，將對與參賽隊伍進行下一輪賽事的抽籤。

  - 淘汰賽：
    - 根據瑞士制循環賽階段的勝/負戰績，將隊伍被分成3個檔次。
    - 第一檔（戰績3勝0負的2支隊伍）、第二檔（戰績3勝1負的3支隊伍）、第三檔（戰績3勝2負的3支隊伍）。
    - 抽籤順序：第一檔的2支隊伍，並分別抽籤的分配位置為UQBF1-1和UBQF3-1；第三檔的3支隊伍中的其中2支隊伍將被分配抽籤至位置UQBF1-2和UBQF3-2，在第三檔的剩餘隊伍將轉入第二檔的隊伍中進行分配抽籤。
- 瑞士制循環賽：總共分為5輪的瑞士賽制，並且獲勝3場可晉級淘汰賽，而落敗3場則淘汰。
  - 第一輪、第二輪（A、B）、第三輪（B）為「BO3」對戰。
  - 第三輪（A、C）、第四輪（A、B）、第五輪為「BO5」對戰。
- 淘汰賽：八強賽、四強賽、準決暨總決賽。
  - 採「雙敗淘汰賽制」（全局BP），落敗隊伍將進入敗部組與其他敗方爭取晉級機會。
  - 八強賽第一階段進行「BO5」對戰，後續採「BO7」對戰。

### 2025賽制
本屆賽事：4大賽區20支戰隊參加，分為外卡賽、正賽（瑞士制循環賽、淘汰賽）。
- 抽籤方式：
  - 瑞士制循環賽：
    - 初始抽籤（第一輪）：16支球隊分為2組，第一檔（包含GCS、RPL、AOG赛區的前2名）、第二檔（包含GCS、RPL、AOG赛區的第3至第4名、外卡晉級4支隊伍），且來自第一檔的隊伍將不會在第一輪中相遇。
    - 後續抽籤（第二輪至第五輪）：每輪瑞士制循環賽的最後一場賽事結束後，將對與參賽隊伍進行下一輪賽事的抽籤。

  - 淘汰賽：
    - 根據瑞士制循環賽階段的勝/負戰績，將隊伍被分成3個檔次。
    - 第一檔（戰績3勝0負的2支隊伍）、第二檔（戰績3勝1負的3支隊伍）、第三檔（戰績3勝2負的3支隊伍）。
    - 抽籤順序：第一檔的2支隊伍，並分別抽籤的分配位置為UQBF1-1和UBQF3-1；第三檔的3支隊伍中的其中2支隊伍將被分配抽籤至位置UQBF1-2和UBQF3-2，在第三檔的剩餘隊伍將轉入第二檔的隊伍中進行分配抽籤。
- 外卡賽：由8支戰隊（GCS、RPL、AOG第五及第六名、ASL第一及第二名的隊伍）參加，爭奪四個晉級正賽之瑞士制循環賽的名額。
  - 以「雙敗淘汰賽制」（全局BP），開幕賽為BO3、其餘賽事為BO5。
- 正賽：由16支戰隊（GCS、RPL和AOG前4名，外卡賽前4名隊伍）參加，並分為瑞士制循環賽、淘汰賽（八強賽、四強賽、準決暨冠軍賽）。
  - 瑞士制循環賽：總共分為5輪的瑞士賽制，並且獲勝3場可晉級淘汰賽，而落敗3場則淘汰。
    - 第一輪、第二輪（A、B）、第三輪（B）為「BO3」對戰。
    - 第三輪（A、C）、第四輪（A、B）、第五輪為「BO5」對戰。

  - 淘汰賽：八強賽、四強賽、準決暨總決賽。
    - 採「雙敗淘汰賽制」（全局BP），落敗隊伍將進入敗部組與其他敗方爭取晉級機會。
    - 八強賽第一階段進行「BO5」對戰，後續採「BO7」對戰。

## 歷屆決賽

### 決賽結果
| 屆數 | 年份 | 冠军 | 比分 | 比分 | 亚军 |
| ---- | ---- | ---- | ---- | ---- | ---- |
| 1    | 2020 | FW   | 4    | 3    | BRU  |
| 2    | 2022 | BAC  | 4    | 1    | SGP  |
| 3    | 2023 | SGP  | 4    | 1    | BAC  |
| 4    | 2024 | BMG  | 4    | 1    | BRU  |
| 5    | 2025 | FW   | 4    | 2    | EA   |

### 決賽FMVP
| 屆數 | 隊員   | 隊伍                                 |
| ---- | ------ | ------------------------------------ |
| 1    | Heroes | 【台港澳GCS賽區】 （Flash Wolves）   |
| 2    | MarkKy | 【泰國RPL賽區】 （Bacon Time）       |
| 3    | Bang   | 【越南AOG賽區】 （Saigon Phantom）   |
| 4    | Yanyan | 【台港澳GCS賽區】 （Ban Mei Gaming） |
| 5    | NaiLiu | 【台港澳GCS賽區】 （Flash Wolves）   |

## 歷屆冠軍

### 奪冠次數
| 賽區    | 队伍 | 次數 | 年度          |
| ------- | ---- | ---- | ------------- |
| GCS賽區 | FW   | 2次  | 2020年 2025年 |
| GCS賽區 | BMG  | 1次  | 2024年        |
| AOG賽區 | SGP  | 1次  | 2023年        |
| RPL賽區 | BAC  | 1次  | 2022年        |

### 冠軍組合
| 赛季   | 冠军队伍 | 凱撒路 | 打野    | 中路      | 輔助  | 魔龍路  | 主教练  |
| ------ | -------- | ------ | ------- | --------- | ----- | ------- | ------- |
| 2020年 | FW       | Heroes | Kato    | XiXi      | Gua   | GaDuo   | VLantyr |
| 2022年 | BAC      | MarkKy | AlmondP | Kimsensei | TaoX  | Moowan  | Lycan   |
| 2023年 | SGP      | Jiro   | Bang    | Fish      | Khoa  | Red     | Titan   |
| 2024年 | BMG      | Kawhi  | Yanyan  | Neil      | Junnn | Kai     | NT      |
| 2025年 | FW       | NaiLiu | Zhan    | Zhenzhe   | WeiZ  | YuXiang | LinKou  |

## 歷屆排名

### 錦標賽
| 屆數 | 年度   | 地點                                  | 四強         | 四強         | 四強          | 四強         |
| 屆數 | 年度   | 地點                                  | 冠軍         | 亞軍         | 季軍          | 殿軍         |
| ---- | ------ | ------------------------------------- | ------------ | ------------ | ------------- | ------------ |
| 1    | 2020年 | 線上對決                              | FW（ 臺灣）  | BRU（ 泰國） | HKA（ 臺灣）  | MAD（ 臺灣） |
| 2    | 2022年 | 越南胡志明市                          | BAC（ 泰國） | SGP（ 越南） | BRO （ 臺灣） | BRU（ 泰國） |
| 3    | 2023年 | 泰國曼谷（正賽） · 線上對決（外卡賽） | SGP（ 越南） | BAC（ 泰國） | BRO （ 臺灣） | VGM（ 越南） |
| 4    | 2024年 | 泰國曼谷                              | BMG（ 臺灣） | BRU（ 泰國） | FW（ 臺灣）   | GGL（ 越南） |
| 5    | 2025年 | 泰國曼谷（正賽） · 線上對決（外卡賽） | FW（ 臺灣）  | EA（ 泰國）  | BRU （ 泰國） | ANK（ 臺灣） |

## 外部連結
- Garena 傳說對決 Esports （页面存档备份，存于）
- 《傳說對決》2020年APL超級職業聯賽 官方網站 （页面存档备份，存于）